# St. Maria (Kohlstein)

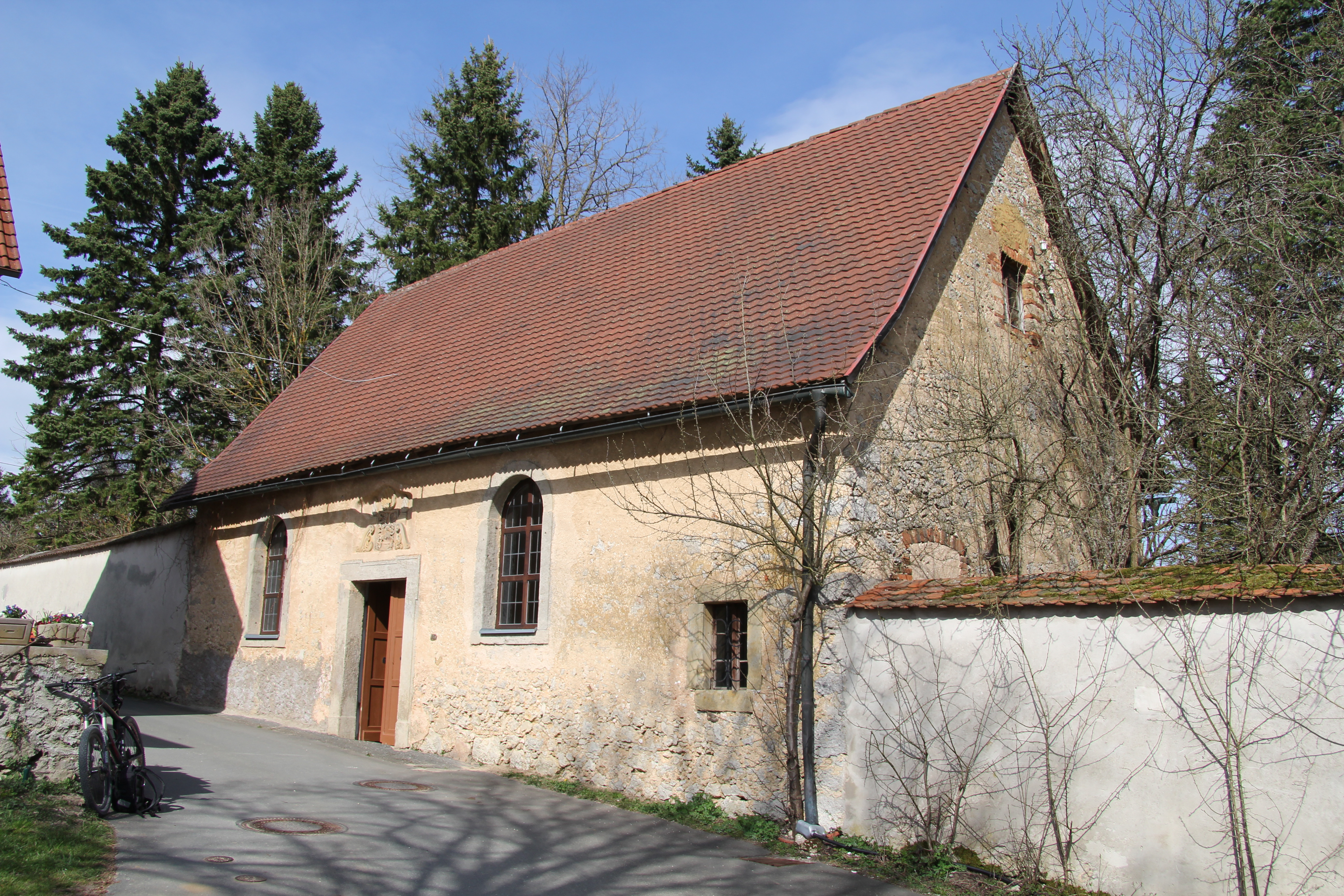
St. Maria in Kohlstein

Die römisch-katholische, denkmalgeschützte Burgkapelle St. Maria steht in Kohlstein, einem Gemeindeteil des Marktes Gößweinstein im Landkreis Forchheim (Oberfranken, Bayern). Das Bauwerk ist unter der Denkmalnummer D-4-74-129-43 als Baudenkmal in der Bayerischen Denkmalliste eingetragen. Die Kapelle gehört zum Erzbistum Bamberg.

## Beschreibung
Das traufständige, mit einem Satteldach bedeckte Gartenhaus der Burg Kohlstein wurde zwischen 1707 und 1714 aus Bruchsteinen erbaut. Es wurde 1743 zur Burgkapelle umgebaut. 1816 wurde ein offener Glockenturm abseits der Kapelle für eine Kirchenglocke gebaut. Zur Kirchenausstattung gehört ein Altar auf einem Stipes. Das Altarretabel zeigt die Krönung Mariens. 